# Parque Quase-Nacional Hyōnosen-Ushiroyama-Nagisan
O Parque Quase-Nacional Hyonosen-Ushiroyama-Nagisan é um parque quase-nacional localizado nas prefeituras japonesas de Hyogo, Tottori e Okayama. Estabelecido em 10 de abril de 1969, tem uma área de 48 803 hectares.